# Areguá
Areguá (en guaraní: Aregua) es la capital del Departamento Central. Es conocida como la ciudad de la artesanía en cerámica y de la frutilla. Se ubica a 22 km de Asunción, a orillas del Lago Ypacaraí en la cuenca conformada por este y por el Río Salado.

## Historia
Hacia el final del siglo XVI este lugar fue colonizado por Franciscanos que establecieron una misión allí. Originalmente llamada «Tapaicuá», fue fundada por Domingo Martínez de Irala en el año 1538 sobre la base de un pueblo indígena instalado en ese territorio, a orillas del lago Ypacaraí. Sus habitantes ocupaban la zona que rodea a la actual iglesia de Areguá.
En los inicios de la época de la Colonia, la ciudad fue una estancia ganadera de origen Mercedario. A finales del siglo XIX se desarrolló como ciudad veraniega en la que principalmente los escritores, artistas e intelectuales fijaban su residencia en los meses calurosos. Fue elevada a la categoría de distrito el 13 de noviembre de 1862, por Francisco Solano López.

## Geografía
El Cerro Koi es conocido por sus formaciones de piedra arenisca octogonal, parecido a un panal de abejas, únicas en Latinoamérica. Solamente Canadá y Sudáfrica cuentan con este fenómeno geológico y se encuentran protegidos en esos dos países como Patrimonio de la Humanidad. Este cerro fue Declarado Monumento Natural en 1993. Se puede apreciar que están constituidos por bloques horizontales de areniscas de origen ígneo, de ahí la rareza del cerro.

### Clima
Esta ciudad tiene un clima caluroso. En el verano se presentan las temperaturas más elevadas, pudiendo las mismas llegar a los 46 °C de sensación térmica. Las temperaturas mínimas se dan en el invierno, alcanzando los 2 °C. En cuanto a las precipitaciones, los meses de mayor lluvia son los comprendidos entre enero y abril. En algunas situaciones, cuando allí hay lluvia el clima cambia, por lo menos de 30 °C. a 20 °C. para abajo.

## Demografía
Areguá cuenta con 70 298 habitantes, según datos oficiales del censo paraguayo de 2022.

### Barrios
Areguá se divide en 24 barrios urbanos y suburbanos.
| 1  | San Miguel        | 13 | Costa Fleitas   |
| 2  | Santo Domingo     | 14 | Jukyty          |
| 3  | San Roque         | 15 | Valle Pucú      |
| 4  | Las Mercedes      | 16 | Jukyry          |
| 5  | Boquerón          | 17 | Isla Valle      |
| 6  | San Cayetano      | 18 | San Miguel      |
| 7  | Santa Catalina    | 19 | Caacupemí       |
| 8  | Estanzuela        | 20 | Fracción Yvoty  |
| 9  | Kokue Guasu       | 21 | Fracción Alicia |
| 10 | Pindolo           | 22 | Villa Salvador  |
| 11 | San Antonio       | 23 | Villa Rosita    |
| 12 | María Auxiliadora | 24 | Tajy Poty       |

## Economía
Una de las principales actividades de sus habitantes es el cultivo de la frutilla. Todos los años, en el mes de agosto se celebra el «Festival de la frutilla». En esta ocasión, los productores ofrecen sus productos en forma natural y también los subproductos elaborados a partir de la fruta.
Esta ciudad se caracteriza también por la producción de artículos de artesanía en cerámica, actividad que ocupa a gran parte de la población. La feria permanente que ha sido instalada sobre la avenida principal de Areguá se llena de turistas, visitantes y compradores que llevan hermosos trabajos de cerámica para adornar la casa.
La frutilla, además de ser una importante fuente de ingreso para la ciudad, tiene su historia. De hecho, la producción de la misma es ya una característica muy peculiar de Areguá. Según los pobladores, alrededor del año 1920, en la Compañía de Estanzuela, un campesino puso su mejor esfuerzo y se dedicó a la siembra de la frutilla. Con la cosecha obtenida, colocó las frutas en pequeñas canastillas y se emprendió camino para venderlas en la ciudad. Debido al éxito obtenido, la plantación de frutillas se extendió en todas las granjas de los alrededores, constituyendo hoy, uno de los productos más importantes de la zona. En los meses de cosecha, se realiza el tradicional Festival anual de la frutilla. Allí se pueden degustar mermeladas, jaleas, jugos y tartas.

## Cultura

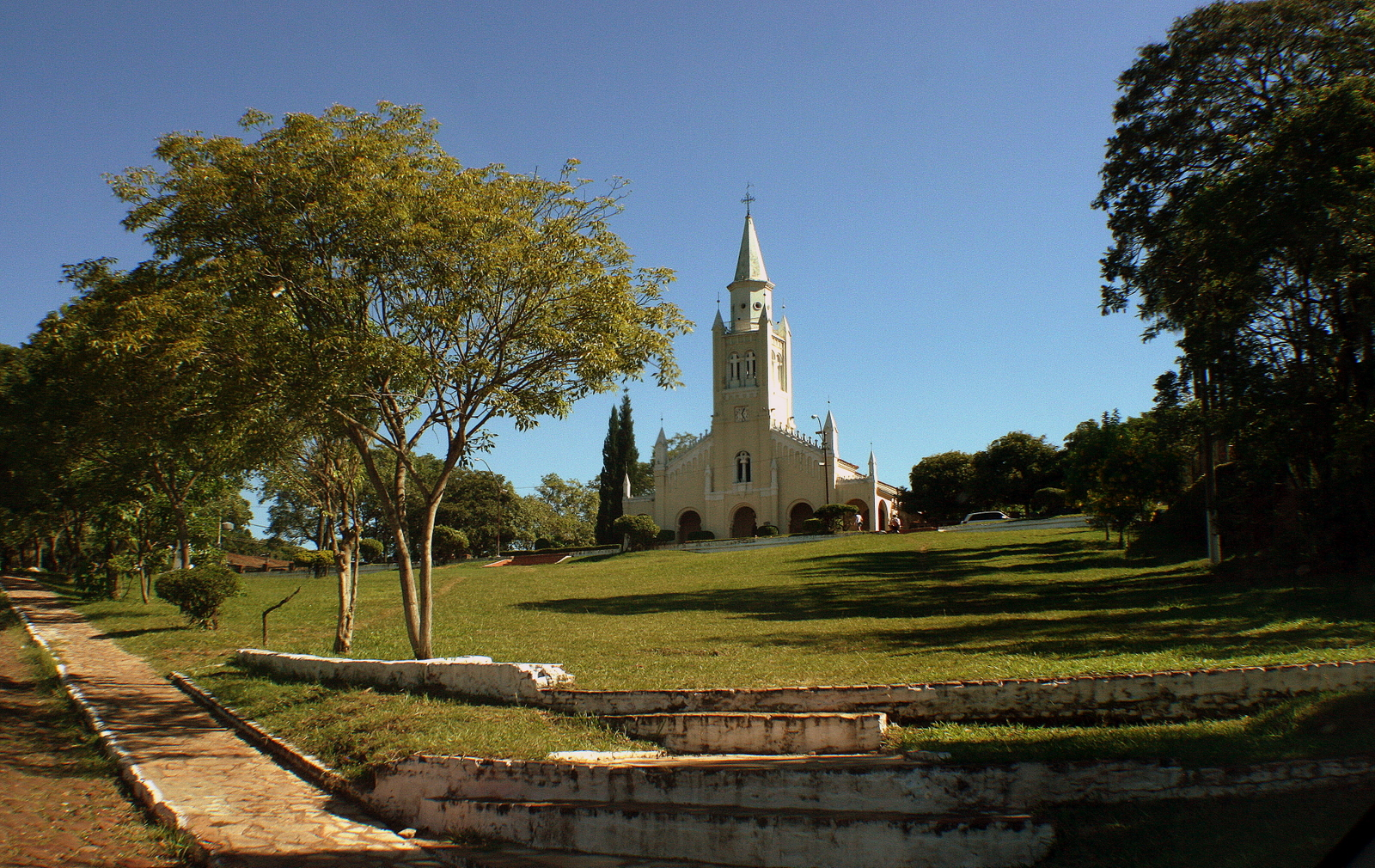
Iglesia de La Candelaria

El Centro Cultural «Estación A» es un establecimiento que proporciona información turística a los visitantes. Posee un museo fotográfico en la antigua estación del ferrocarril que está abierta al público cada quince días con un servicio de guía por el casco histórico. También están instaladas varias galerías de arte, entre ellas: «Guggiari Arte», «Luis Cogliolo Galería de Arte», «Paseo La Candelaria», «Areguá pesebres», «El Cántaro» y «Centro Cultural del Lago». Un lugar interesante para visitar es el «Museo Las Margaritas», ubicado al costado de la iglesia La Candelaria.
El escritor paraguayo Gabriel Casaccia es oriundo de Asunción, y desarrolló gran parte de su obra en esta ciudad, por la que sentía un cariño entrañable. En varios escritos del autor, se pueden apreciar descripciones de paisajes de esta región del país. En su famosa novela «La Babosa», hace un detallado relato de corte costumbrista y crítico de los pobladores de Areguá. Los restos de Casaccia descansan en su ciudad natal, a pesar de haber vivido sus últimos años en Buenos Aires, pues esa era su voluntad. Sobre su tumba, el artista plástico Hermann Guggiari ha erigido una escultura en su homenaje.

### Artesanía

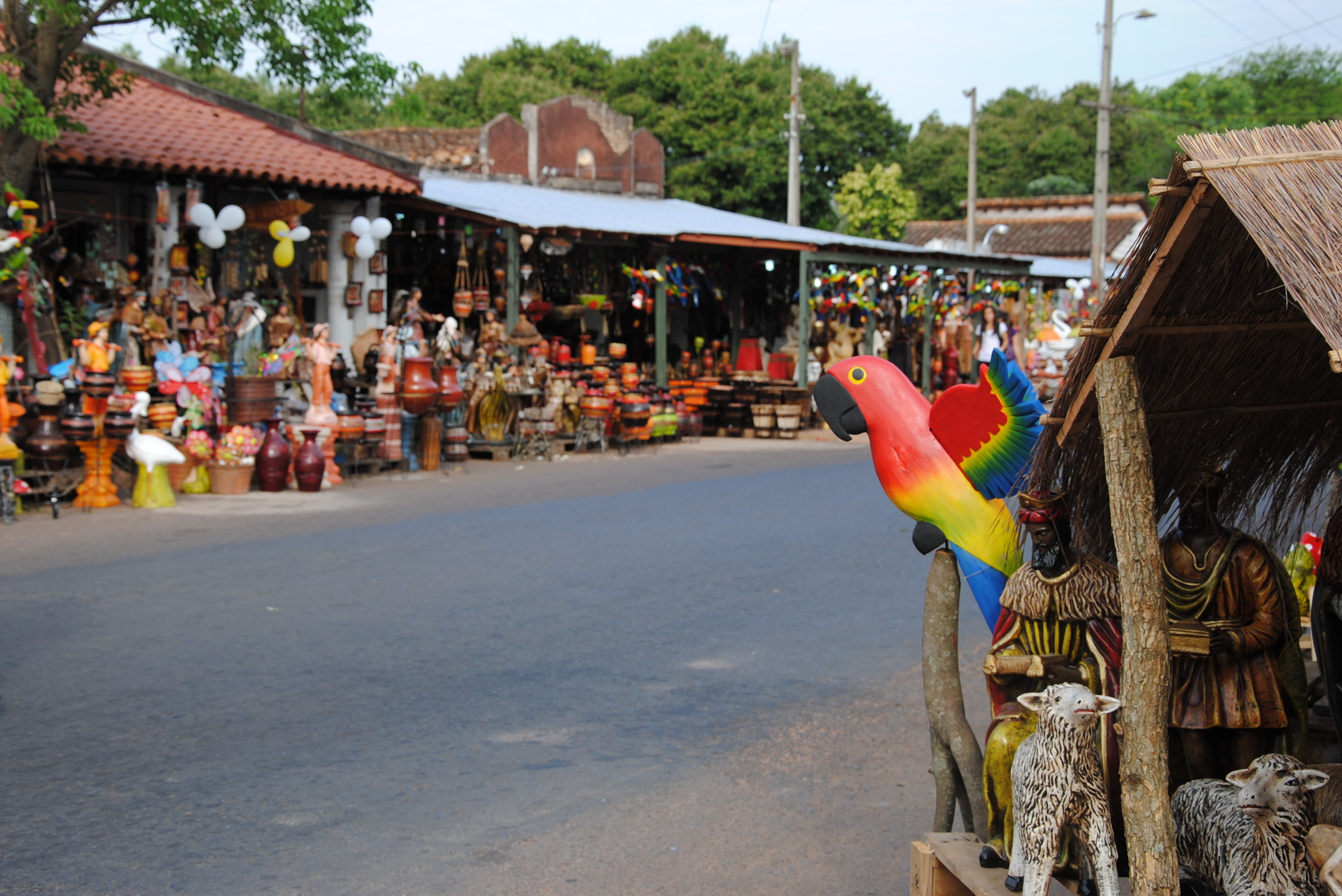
Venta de artesanías en el centro de Areguá

El Centro Artesanal de la Cuenca es un local de exposición y venta permanente en donde los artesanos de toda la región están nucleados. Es la ciudad del arte gracias a la arcilla; y según cuentan, de las manos del Sr Ricardo Pérez llegó la alfarería a esta ciudad y es una gran fuente de trabajo y de ingresos. En la misma existen muchísimos artesanos que poseen esta habilidad con el barro. La inmensa cantidad y calidad de los trabajos con que cuentan los diferentes locales en exposición permanente, también es muy conocida por la alfarería.
El Centro Cultural del Lago abrió sus puertas en el año 2010 con el objetivo de promocionar lo mejor de la cerámica aregüeña. También promociona el arte indígena, la cerámica de Itá y Tobatí, la pintura Naïve y todos los sábados desde el mes de abril tiene ciclos de cine. Realiza varias exposiciones anuales haciendo hincapié a los artistas y artesanos emergentes, consagrados además de los artistas indígenas.

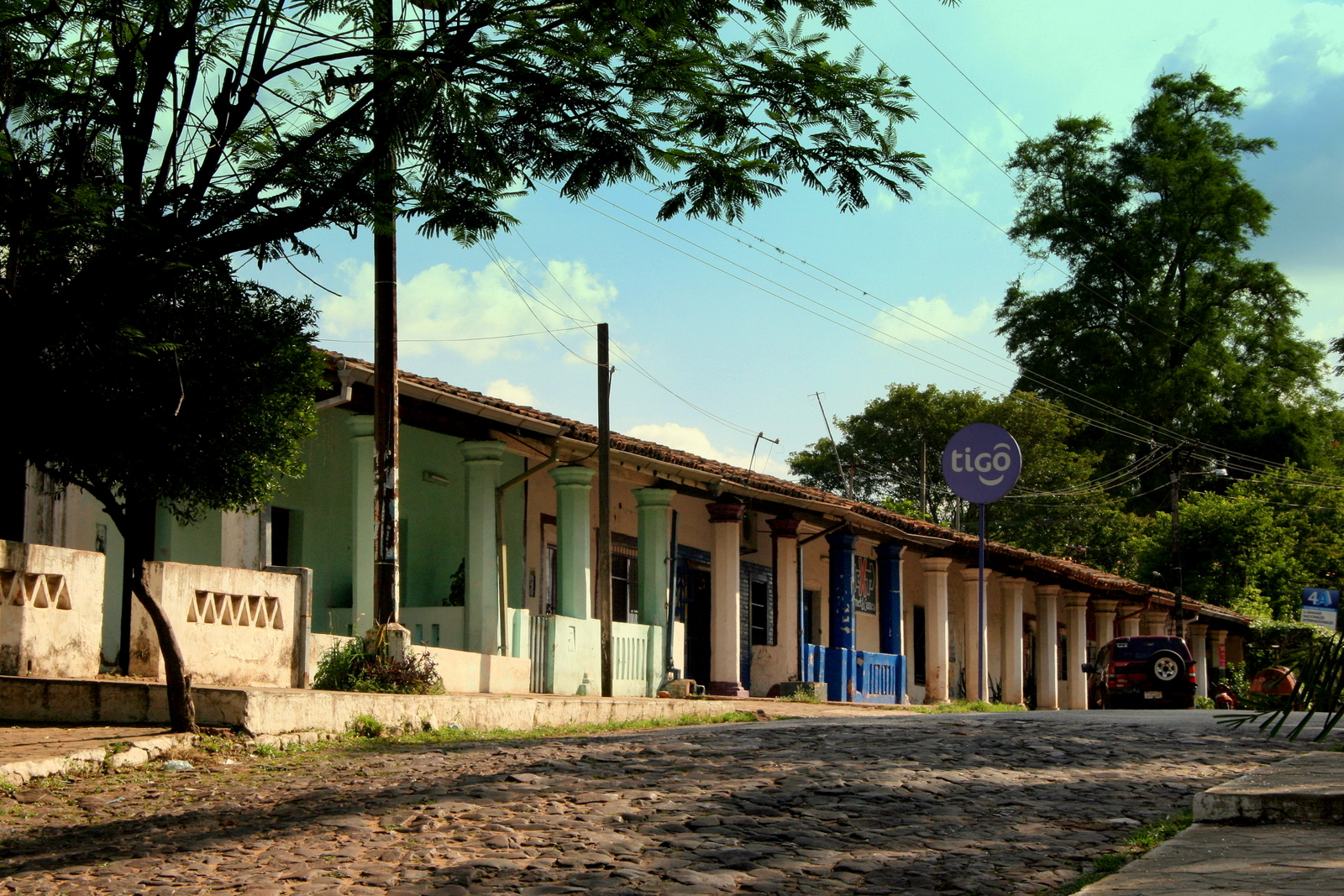
Casas coloniales en Areguá

### Arquitectura
Areguá conserva en su arquitectura bonitas casas coloniales con amplios corredores y particular estilo. Estas edificaciones datan de la época en que Areguá era principalmente una ciudad veraniega en la que las familias asuncenas y de los alrededores construían allí sus residencias para pasar el verano.
La «Avenida del Lago» se extiende desde un sitio más elevado donde está ubicada la iglesia principal y desciende hasta la orilla del lago donde se encuentra la playa municipal. Este trayecto es considerado el casco histórico de la ciudad y fue declarado Patrimonio Nacional por el Parlamento del Paraguay en el año 1997.